# Dorfkirche Klein Ziethen

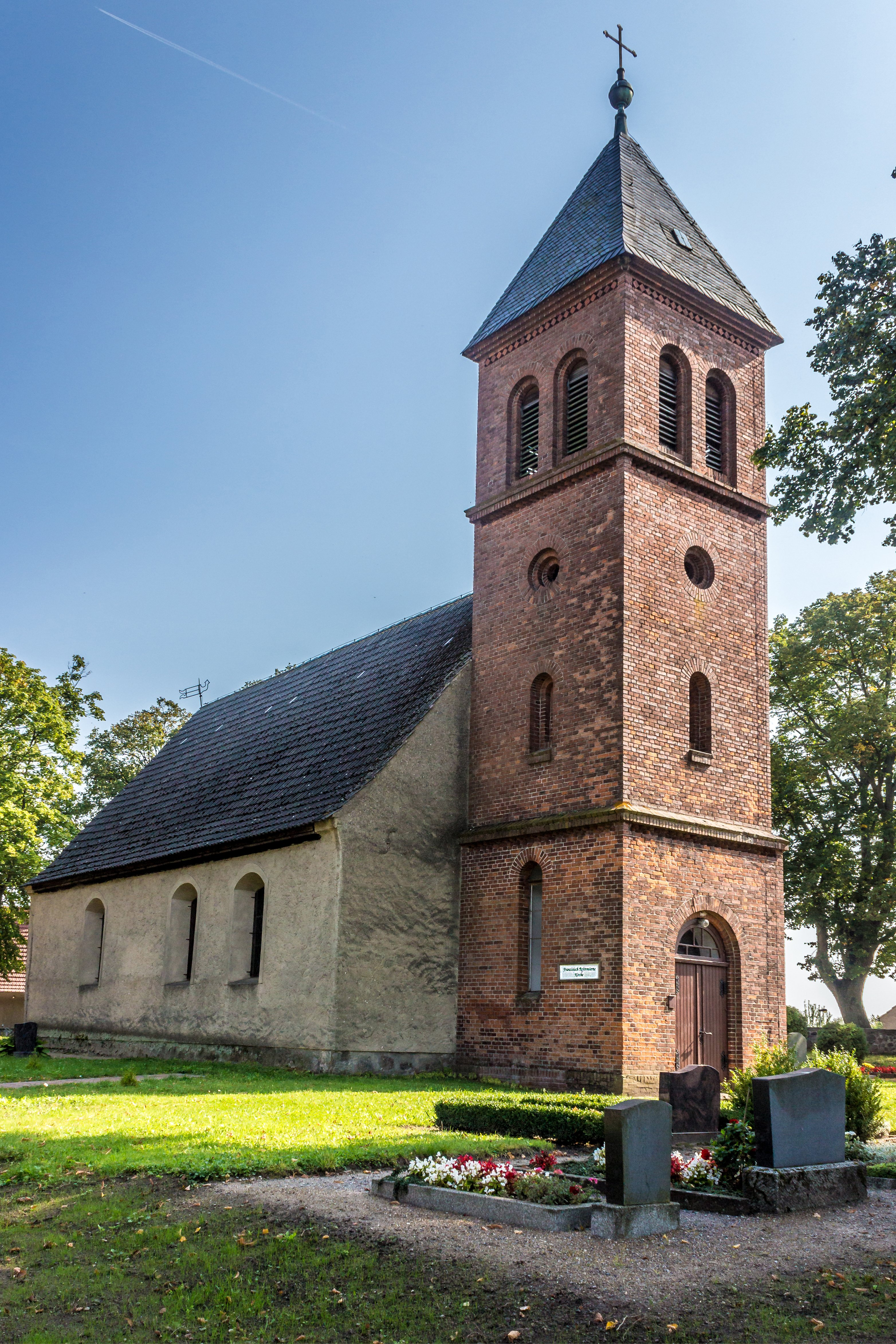
Dorfkirche Klein Ziethen

Die evangelische Dorfkirche Klein Ziethen ist eine Feldsteinkirche in Klein Ziethen, einem Ortsteil der Gemeinde Ziethen im Landkreis Barnim in Brandenburg. Die Kirchengemeinde gehört zum Reformierten Kirchenkreis der Evangelischen Kirche Berlin-Brandenburg-schlesische Oberlausitz.

## Lage
Die Dorfstraße zweigt von der in West-Ost-Richtung verlaufenden Bundesstraße 198 in nördlicher Richtung ab und umspannt das kleine Angerdorf. Dort steht mittig das Bauwerk auf einem Grundstück Kirchfriedhof, der mit einer Mauer aus unbehauenen und nicht lagig geschichteten Feldsteinen eingefriedet ist.

## Geschichte
Das Bauwerk entstand im 13. Jahrhundert; Klein Ziethen wurde erstmals im Jahr 1329 als paruam Cyten urkundlich erwähnt und kam im genannten Jahr aus dem Besitz der von Krummensee zur Familie von Arnsdorff. Im Landbuch Karls IV. sind neben den 20 Hufen auch zwei Pfarrhufen erwähnt. Die von Arnsdorff verkauften den größten Teil des Dorfes im Jahr 1466 an das Kloster Chorin, das auch das Kirchenpatronat mit erwarb. Im Jahr 1485 mussten sich die Bewohner aus Klein Ziethen, darunter auch der Schulze Johannes Goreß, vor dem Ketzergericht in Angermünde verteidigen. Ihnen wurde vorgeworfen, Anhänger der Waldenser zu sein. Unter der Herrschaft des Klosters wuchs Klein Ziethen auf eine beachtliche Größe von 60 Hufen an. Nach der Reformation übernahm im Jahr 1542 das Kammergut bzw. Amt Chorin das Dorf. Kurz darauf fiel die Pfarrstelle wüst (1543); Klein Ziethen wurde Tochterkirche von Groß-Ziethen. Im Jahr 1573 waren die zwei Pfarrhufen verpachtet; ein wüster Hof wurde von einem zur Pfarre gehörigen Kossäten bestellt. Die Einnahmen betrugen 38 Scheffel Meßkorn. Der Kirche standen zu dieser Zeit 15 Morgen (Mg) Land in drei Feldern und etwas Wiese zu.
Im Dreißigjährigen Krieg lebten im Jahr 1638 lediglich noch ein Bauer und ein Kossäte, die jedoch 1650 auch nicht mehr erschienen – das Dorf war vollständig wüst gefallen. Zwölf Jahre später erschienen gerade einmal zwei Untertanen. Das Amt Chorin entschied daher im Jahr 1686, Kolonisten aus der Grafschaft Hennegau anzusiedeln, die zahlreiche Privilegien erhielten. Sie gründeten, wie auch in Groß-Ziethen, eine ab 1686 rechtlich selbstständige französisch-reformierte Kirchengemeinde. Zwar wohnte der Pfarrer in Groß-Ziethen, durch getrennte Kirchenkassen kam es jedoch zu Spannungen zwischen den beiden Gemeinden. Die verbliebenen lutherischen Bewohner wurden in Herzsprung seelsorgerisch betreut. Ausweislich einer Gottesdienstordnung aus dem Jahr 1730 wurden an den Sonntagen Vormittags- und Nachmittagsgottesdienste abwechselnd in beiden Dörfern abgehalten. Die Liturgie und Predigt erfolgten bis zum Beginn des 19. Jahrhunderts in französischer Sprache. 
Im Jahr 1745 erhielt das Bauwerk einen Kirchturm aus Fachwerk, der 1880/1881 nach Entwürfen des Bauinspektors Blaurock durch einen Backsteinturm ersetzt wurde. Das Presbyterianismus nahm dies zum Anlass, die Kirche insgesamt zu begutachten. Sie kam zu dem Schluss, dass sie einen „sehr gedrückten, dumpfen“ Eindruck mache. Hinzu kam, dass der Putz abblätterte und der Farbanstrich im Innenraum einer Erneuerung bedarf. Kurz darauf kam es 1898/1899 zu einer tiefgreifenden Umgestaltung des Innenraums. Die Holzdecke musste einer hölzernen Flachtonne weichen, die Seitenemporen wurden entfernt und neues Gestühl kam in die Kirche.
Im 21. Jahrhundert ist das Bauwerk stark sanierungsbedürftig. Geplant ist, die Dacheindeckung aus Betonsteinen zu erneuern. Die reformierte Kirchengemeinde sowie der Verein Lebendiges Hugenottenerbe e. V. konnten in der Vergangenheit bereits die Dorfkirche Senftenhütte sanieren sowie das Pfarrhaus in Groß-Ziethen zur Pilgerherberge umbauen. Nun soll ein Gutachten für die Dorfkirche in Klein Ziethen erstellt werden, um den finanziellen Umfang der Maßnahmen abzuschätzen.

## Baubeschreibung
Das Bauwerk entstand im Wesentlichen aus Feldsteinen, die anschließend verputzt wurden. Das Kirchenschiff hat einen rechteckigen Grundriss. An der Ostseite sind zwei große Rundbogenfenster. An der Nordseite ist im Chor ein weiteres Rundbogenfenster. Westlich hiervon ist eine kleine hölzerne Pforte, gefolgt von zwei weiteren Fenstern im Langhaus. Die Südseite wurde identisch gegliedert.
Der Kirchturm entstand aus Mauerstein mit einem quadratischen Grundriss. Er ist gegenüber dem Schiff eingezogen. Der Zugang erfolgt über ein großes, rundbogenförmiges Portal an der Westseite. An der Nord- und Südseite sind im unteren Geschoss je ein schmales Rundbogenfenster. Darüber ist ein umlaufendes Gesims, gefolgt von je einer kleinen rundbogenförmigen Öffnung mit einem darüberliegenden Ochsenauge. Oberhalb ist ein weiteres Gesims, das das Glockengeschoss optisch abtrennt. Dort befinden sich an jeder Seite zwei rundbogenförmige Klangarkaden; darüber ein nach unten geöffneter Fries. Der Turm schließt mit einem Pyramidendach mit Turmkugel und Kreuz ab.

## Ausstattung

### Kirchenausstattung

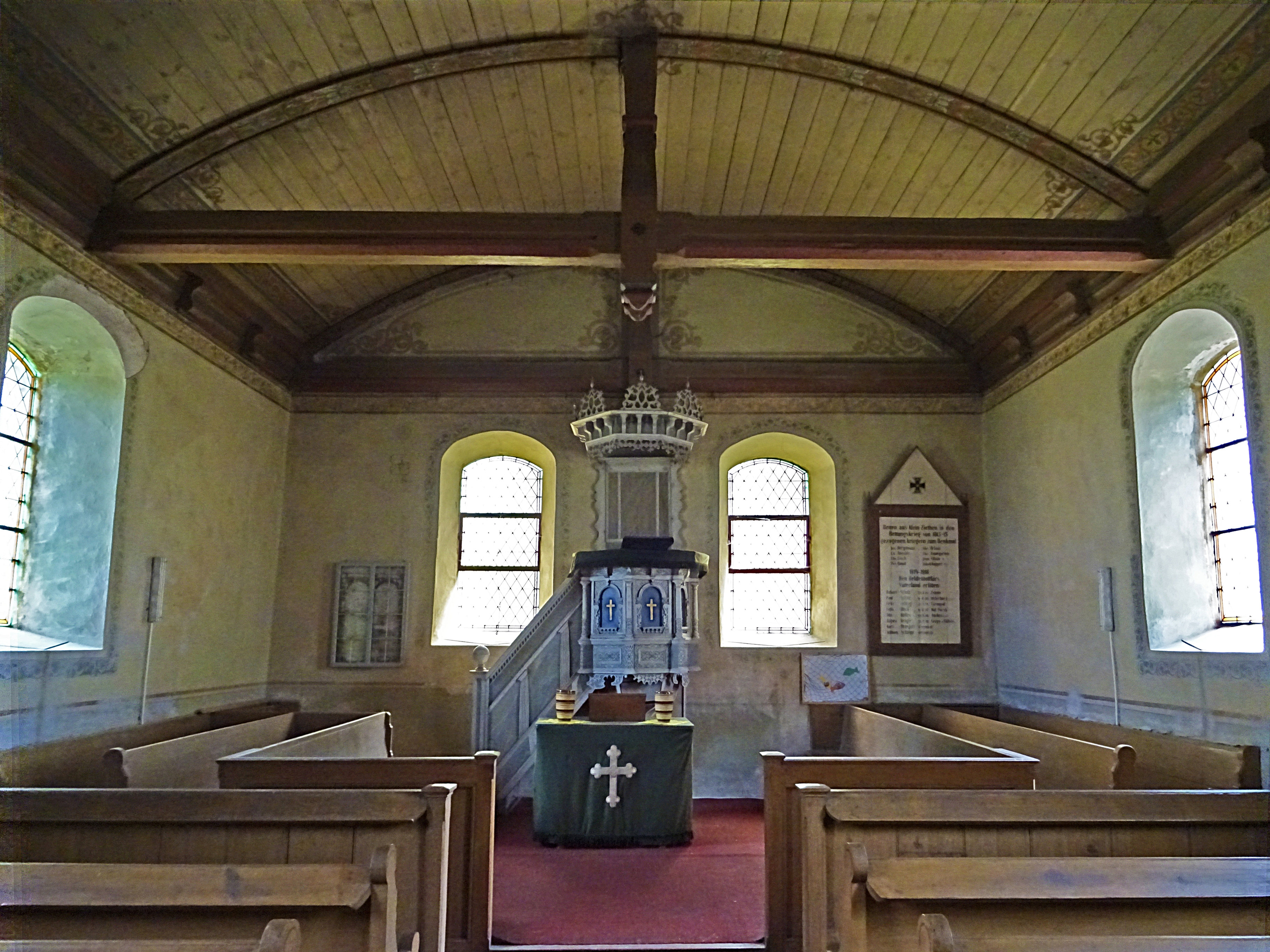
Innenraum, Blick nach Osten

Die Kanzel ist in Formen der Spätrenaissance gearbeitet und stammt aus der ersten Hälfte des 17. Jahrhunderts. Sie wurde 1885 mit weißer Ölfarbe übermalt. Erkennbar blieben jedoch am Kanzelkorb die rundbogigen Nischen, in denen sich Bildreliefs befunden haben dürften. Ihre Herkunft ist unklar, da das Bauwerk im Dreißigjährigen Krieg schwer beschädigt wurde. Denkbar wäre, dass sie aus Groß Ziethen stammt – dort wurde bei einem Umbau 1864 die Kanzel entfernt. Das Bauwerk trägt nach dem Umbau in den 1890er-Jahren im Innern eine hölzerne Flachtonne. Die Orgelpfeifen wie auch die beiden Glocken aus Bronze, darunter eine aus dem Jahr 1522, sollten im Ersten Weltkrieg im Zuge einer Metallspende des deutschen Volkes abgegeben werden. Die Kirchengemeinde konnte dies jedoch durch eine Ausgleichszahlung verhindern. Unterhalb der Empore ist eine Winterkirche.

### Orgel
Auf der Empore steht eine vollmechanische Schleifladenorgel, die Friedrich Kienscherf im Jahr 1890 schuf. Ihre Disposition lautet wie folgt:

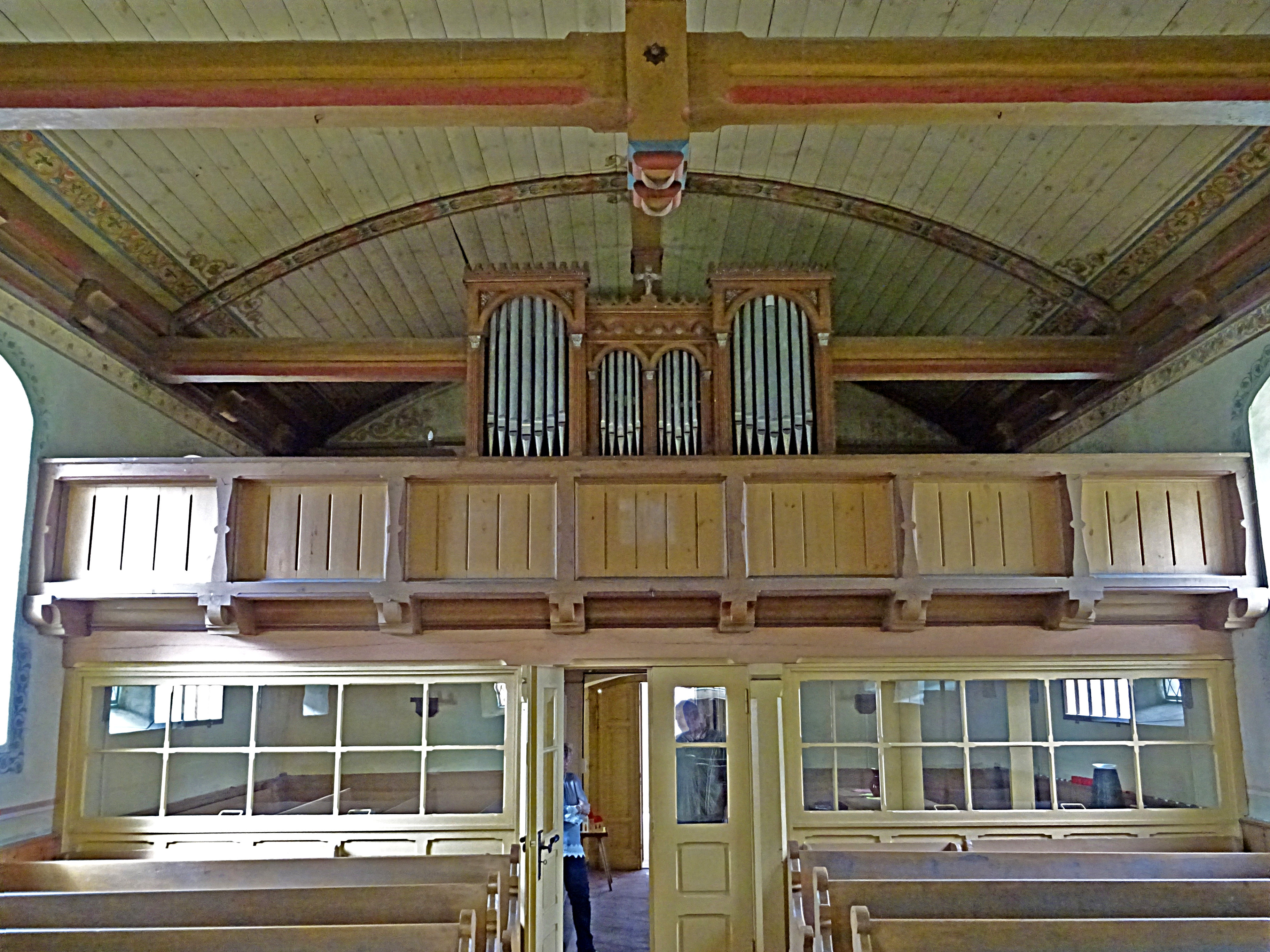
Orgelempore

| I Manual C–f3 |                 |    |
| 1.            | Principal       | 8′ |
| 2.            | Viola di Gamba  | 8′ |
| 3.            | Gedackt         | 8′ |
| 4.            | Octave          | 4′ |
| 5.            | Rauschquinte II |    |

| Pedal C–d1 |         |     |
| 6.         | Subbass | 16′ |

- Koppel: Man/P
- Nebenregister: Kalkantenglocke